# 第四国际 (重建国际中心)
第四国际（英語：Fourth International）是一个已不存在的托洛茨基主义国际组织。该组织成立于1981年，由法国托派理论家皮埃尔·朗贝尔的追随者（被称作“朗贝尔派”）创建，当时取名为第四国际—重建国际中心。1993年，该组织改名为第四国际，为区分于其他也以“第四国际”为名的托派国际组织，该组织通常被称作“第四国际 (重建国际中心)”或“第四国际 (朗贝尔派)”。该组织最重要的组织成员是法国的国际主义共产主义潮流（独立工人党内部最大的派别）。该组织的南非支部掌控着阿扎尼亚社会党。该组织的总部位于法国巴黎。该组织发行的主要理论刊物是《真理》。2015年，该组织解散。

## 成员
- 阿尔及利亚 社会主义工人组织
- 民主工人党内部的一个派别
- 比利时 国际社会主义组织
- 第四国际贝宁支部
- 玻利维亚 火花
- 巴西 工作
- 英国 第四国际不列颠支部
- 工人政治圈子
- 第四国际乍得支部
- 智利 社会主义工人组织
- 中國 第四国际中国支持者
- 第四国际科特迪瓦支部
- 第四国际多米尼加支持者
- 社会主义工人组织
- 法國 国际主义共产主义潮流
- 加彭 第四国际加蓬支持者
- 德国 国际主义社会主义工人组织
- 希腊 第四国际希腊支部
- 第四国际瓜德罗普支部
- 海地 海地社会主义工人党
- 義大利 第四国际意大利支持者
- 印度 第四国际印度支持者
- 第四国际韩国支持者
- 第四国际支持者
- 墨西哥 社会主义工人组织
- 尼加拉瓜 尼加拉瓜托洛茨基主义圈子
- 巴勒斯坦 第四国际支部
- 秘魯 第四国际秘鲁支部
- 葡萄牙 社会主义团结工人党
- 羅馬尼亞 工人政治
- 俄羅斯 第四国际俄罗斯支部
- 卢旺达 工人政治圈子
- 塞内加尔 社会主义工人组织
- 塞爾維亞   第四国际前南斯拉夫支部
- 南非 第四国际阿扎尼亚支部
- 西班牙 国际主义社会主义工人党
- 瑞典 第四国际瑞典支持者
- 瑞士 工人政治圈子联盟
- 多哥 第四国际多哥支部
- 突尼西亞 第四国际支持者
- 土耳其 革命工人联盟
- 乌克兰 第四国际乌克兰支部
- 乌拉圭 第四国际乌拉圭支部
- 美国 社会主义组织者
- 委內瑞拉 第四国际委内瑞拉支部